# Рут Міллер
Рут Міллер (англ. Ruth Miller; 19 березня 1903, Чикаго — 13 червня 1981) — американська кіноакторка, відома ролями у фільмах «Шейх» (1921), «Справа Анатоля» (1921) та «Цар Царів» (1927).
Померла в 1981 році.

## Фільмографія
- 1921 — Шейх / The Sheik
- 1921 — Справа Анатоля
- 1926 — Волзькі бурлаки
- 1927 — Цар царів